# Tranvia di Copenaghen
La tranvia di Copenaghen (in danese Hovedstadens Letbane, letteralmente "metropolitana leggera della Capitale") è una linea tranviaria in costruzione che servirà la capitale danese e alcuni comuni limitrofi.

## Storia
I lavori di costruzione ebbero inizio nel marzo 2018; l'apertura della linea è prevista per il 2025.

## Caratteristiche
La linea avrà una lunghezza di 28 km.